# بخش چاه‌ورز
بخش چاه‌ورز () یکی از بخش‌های پنج‌گانه شهرستان لامرد، همچنین هشتاد و چهارمین بخش استان فارس است و مرکب از دهستان شیخ‌عامر و دهستان چاه‌ورز می‌باشد. براساس سرشماری در سال ۱۳۹۵، جمعیت آن ۷٬۰۱۰ نفر (۲٬۰۱۱ خانوار) بوده است.
این بخش در دشت علامرودشت ۳۵۰ کیلومتری جنوب شیراز واقع شده و مرکز آن شهر چاه‌ورز است که در ۴۸۶ متری از سطح دریا قرار دارد. جنوب آن به رشته کوه علامرودشت محصور است و از شمال آن نهر چاه‌ورز می‌گذرد که به رودخانه فصلی علامرودشت می‌پیوندد و سرانجام به خلیج فارس می‌ریزد. آب و هوای بخش نیز گرم و خشک است.
بنا بر آخرین یافته‌های باستان شناسان چاهورز از دوره اشکانیان مسکونی و دین مردم زرتشتی بوده است تا در اواسط قرن چهارم هجری سپاهی از عرب‌های قبیله بنی تمیم به رهبری عفیف‌الدین شاه‌زندو حمله کرد و سردار بهرام را شکست داد، بنابراین اسلام جای آیین زردشت را گرفت. پس از حمله شاهزندو زمین‌های چاهورز نسل به نسل در تملک نوادگان شاهزندو قرار داشت تا اینکه با مهاجرت‌های صورت گرفته به این منطقه مثل مهاجرت عالی محب در سال ۱۲۱۰ ه‍.ق به چاهورز مالکیت زمین‌های چاهورز از نوادگان شاهزندو به ساکنان جدید رسید. سال ۱۳۷۳ دهستان چاه‌ورز ایجاد شد. طرح توجیهی ایجاد بخش چاه‌ورز در سال ۱۳۸۳ در سال ۱۳۹۰ به‌وسیله احمدزاده کرمانی استاندار وقت فارس تصویب و به وزارت کشور ارسال شد. سرانجام بخش چاه‌ورز در ۲۹ شهریور ۱۳۹۱ با تصویب هیئت دولت تأسیس گردید. سال ۹۷ نیز روستای چاه‌ورز تبدیل به شهر شد.
پوشش سنتی بانوان چاه‌ورز در موزه عروسک و فرهنگ ایران نگهداری می‌شود. احمد اکبرپور با الهام گرفتن از داستان واقعی در چاه‌ورز کتاب «من نوکر بابا نیستم» را نوشته است. این کتاب به ترکی ترجمه شده است. یکی از شاعران این بخش مختار حقیقت برنده هفتمین جشنواره بین‌المللی شعر فجر معرفی شد.
نخل دوقلوی چاه‌ورز در کتاب فرهنگ عامه و آداب رسوم لامرد جزء ده آثار هدف گردشکری در شهرستان لامرد معرفی شده است. از آثار تاریخی پیش از اسلام این بخش قلعهٔ گلرخ و تپه ده‌گچی می‌باشد. یکی از آثار کشف شده از محوطه تپه گلرخ سکه‌ای متعلق به سال ۶۱۱ میلادی است.

## واژه‌شناسی

تصویری از نسخه‌ای خطی از تاریخ گزیدهٔ حمدالله مستوفی. شعری تازی از ظهیر فاریابی پیرامون ذال معجم آمده است. در خود نسخه هم قاعده رعایت شده است: دارد و شد.

چاه‌ورز اسم مرکبی است که از دو واژه چاه و ورز تشکیل شده، چاه فارسی که همان چاه آب است و معنی ورز در این ترکیب مشخص نیست. در متون قدیمی مثل فارسنامه ناصری و تذکره شاهزندو چاهورز با نام چاه‌برد ذکر شده است که دلیل تحول نام آن به چاهورز می‌تواند ریشه در لهجه مردم چاهورز داشته باشد که «ب» در وسط جمله تبدیل به واو می‌شود؛ برای نمونه صبر به شکل صور تلفظ می‌شود و از طرف دیگر دال در آخر جمله تبدیل به ز می‌شود مثل مرد که مرز نطق می‌شود لذا چاه‌برد به چاهورز تحول یافته است. لذا یکی از حدسیات چاه‌ورز را با واژه فارسی ورد به معنی گل مربوط می‌داند ورد طبق قاعده ذال معجم تبدیل به ورذ شده است، قاعده ذال معجم به این‌گونه است که اگر قبل از دال مصوت بیاید دال به ذال تبدیل می‌یابد. طبق همین فرض مسئولان اداره‌های ثبت احوال و سرشماری‌ها طی سالیان متمادی چاه‌ورد می‌نوشتند. بُرد در لغت‌نامه دهخدا، اسمِی فارسی به معنی سنگ آمده است. یک روایت محلی می‌گوید که در چاه‌چاه‌ورز گاوی بوده که آب را از چاه می‌کشیده است و به وسیله آن گله را آب می‌دادند و به همین «چاه‌ورزا» نامیده شده است. ورزا در لغت‌نامه دهخدا و فرهنگ معین به معنی گاو نر است. ورزا در فرهنگ عمید به معنی گاو نر مخصوص شخم زدن زمین آمده است.

## پیشینه

### پیش از اسلام و حمله اعراب

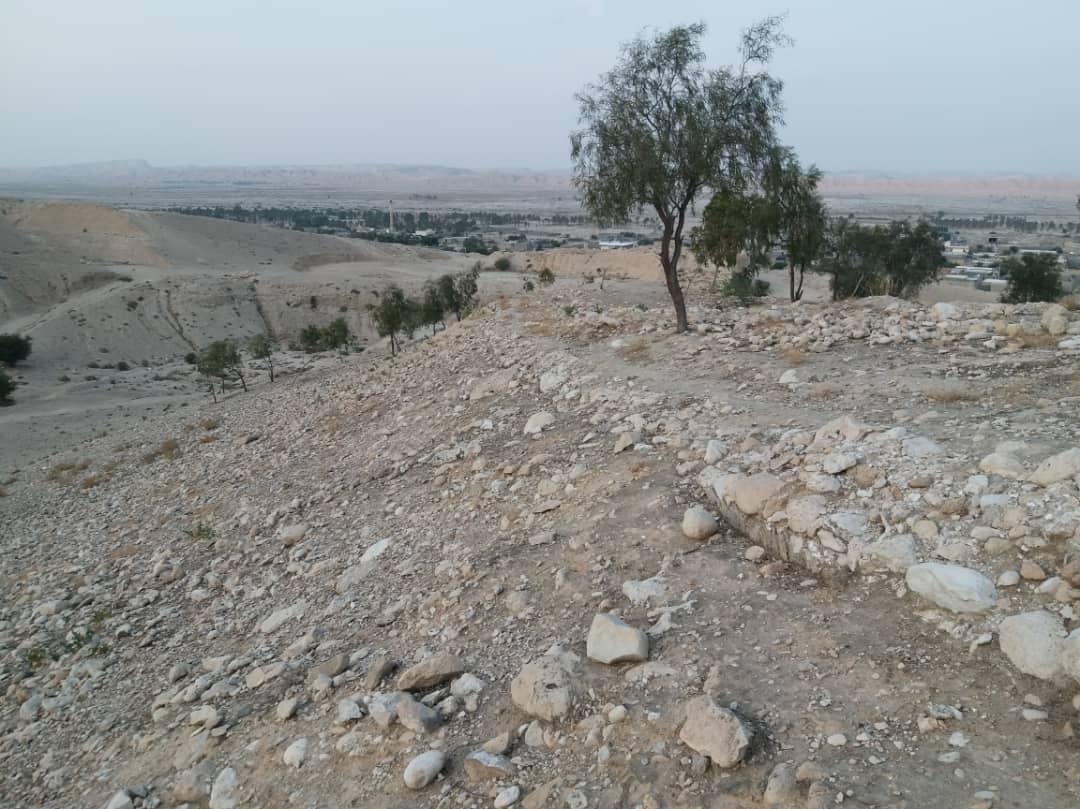
محوطه تپه گلرخ که اثراتی از شالده قلعه گلرخ امروزه باقی مانده است این قلعه در ارتفاعات کوه واقع گردیده تا دشمن نتواند به راحتی قلعه نفوذ کند.

با تحقیقات چند باستان‌شناس نظیر علیرضا عسگری چاوردی بر روی قطعه سفال‌های یافته شده از قلعه گلرخ دسته کم این منطقه از دوره اشکانیان مسکونی بوده است. با پدیدار گشتن امپراتوری ساسانیان با توجه به آثار زیاد یافت شده و منابع موجود چاه‌ورز دارای رونق تجاری بوده است. قلعه گلرخ که در آن کارگاه سفالگری وجود داشته هم‌اکنون این محوطه‌ای از آن برجا مانده و در بخش کوهپایه واقع شده است و به صورت تپه‌ای به ابعاد ۱۶۰ در ۳۶ متر است. آثار معماری موجود در سطح این محوطه را سنگ‌های لاشه و ملاط گچ تشکیل می‌دهد که امروزه کمتر از نیم‌متر از ارتفاع این آثار در سطح محوطه باقی مانده است. در سطح این محوطه سکه‌ای متعلق به سال ۶۱۱م به ضرب ضرابخانه دارابگرد از خسرو دوم پادشاه ساسانی به دست آمده است. این سکه از جنس نقره است و خسرو را با تاجی که در بالای آن دو بال عقاب باز شده، نشان می‌دهد. در این محوطه قطعه سفال‌هایی یافته شده که یک قطعه سفال آن متعلق به ظرفی با لبه مثلثی شکل است که خمیرمایهٔ آن به رنگ قرمز و پوشش گلی سطح آن به رنگ قهوه‌ای است. قطعه سفال دیگر، متعلق به ظرفی با لبه مثلثی شکل است که خمیرمایه آن با پخت نامناسب و کیفیت ساخت متوسط به رنگ خاکستری است. 
پس از حمله اعراب به ایران طبق کتاب تذکرهٔ شاه‌زندو که توسط سید علی اکبر بیرمی در سال ۱۲۰۸ ه‍.ق تصحیح شده است، مناطق جنوبی از جمله چاه‌ورز تا چهار صد سال پس از فروپاشی ساسانیان به دلیل دژهای مستحکم توسط اعراب مسلمان تسخیر نشد. در تذکره شاه‌زندو اطلاعاتی درمورد چگونگی تصرف چاه‌ورز توسط مسلمانان و ورود اسلام به این منطقه قرار دارد. در این این تذکره اسم چاه‌ورز تحت نام «چاهبرد» نام برده شده و مردمان پارس ساکن که دین زردشت داشتند را «گبر» خطاب کرده است.

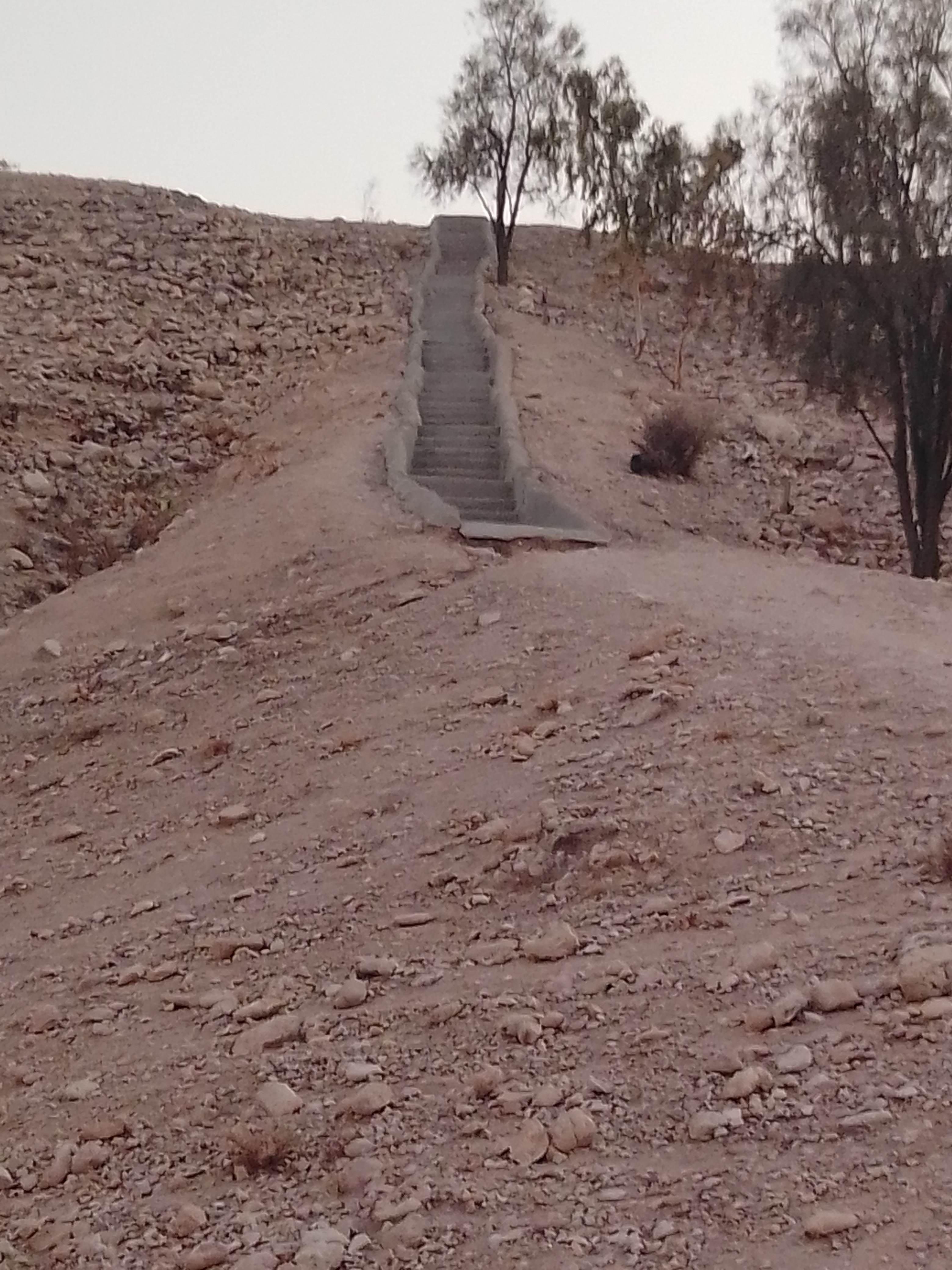
نمایی از پله‌های گلرخ، باوجود اینکه قلعه تا حدودی سالم بود اما با دوباره مسکونی شدن چاهورز دیوارهای آن تخریب شد تا با استفاده از سنگ‌های این قلعه دوباره خانه‌سازی شود از طرف دیگر به هدف دستیابی به اشیای ارزشمند بسیار زیاد واکاوی و مورد تخریب واقع شده تا حدی که امروزه اثرات کمی از شالده‌های آن به‌جا مانده است.

هنگام حمله مسلمانان به ایران، امپراتوری ساسانیان از هم متلاشی شد، بخشی از سپاه مسلمانان به سمت چاه‌ورز لشکر کشید، اما به دلیل وجود کوهستان و دژهای مستحکم نتوانستند چاه‌ورز و دیگر مناطق لارستان را تحت سیطره قرار دهند. چهارصد سال بعد به چاهورز (به نام پیشین: چاه‌برد) توسط عفیف‌الدین شاه‌زندو از نسل امام هفتم شیعیان موسی الکاظم، به لارستان حمله شد. او سپاهی را از مکه فراهم کرد و به هدف گسترش اسلام به این منطقه لشکرکشی کرد. مردمان محلی با روشن کردن آتش دیگر قلعه‌ها را از حمله با خبر کردند. اینگونه که قلعه فاریاب با رؤیت آتش قلعه گلرخ را خبر می‌کرد، دیدبان آنجا نیز سریع اقدام به روشن کردن آتش می‌کرد و قلعه موجود در احشام از آغاز جنگ با خبر می‌شد، این قلعه نیز با آتش قلعه موجود در شیرینو را آگاه کرده بود و به این ترتیب ادامه می‌یافت تا تمامی قلعه‌های موجود در لارستان خیلی سریع از حمله آگاهی یافتند و سپاهیان خود را آماده جنگ کردند. البته این حرکت مردم محلی، استفاده از سیگنال دودی در سالیان بسیار قبل‌تر نیز رواج داشته به این ترتیب که چینی‌ها با استفاده از دود خطر حمله را طی چند ساعت به سراسر دیوار ۷۵۰ کیلومتری چین منتقل می‌کردند. در جریان این حملات شاه‌زندو قلعهٔ دَبان (گلرخ) را تحت محاصره قرار می‌دهد و قلعه را فتح می‌کند. شاهزندو آتشکده چاه‌ورز را تبدیل به مسجد می‌کند که امروز مسجد النبی نام دارد و نماز جمعه در آن اقامه می‌شود. در ادامه قلعه ده‌گجی در احشام و قلعه زرتشتیان در شیرینو نیز شکست می‌خورد. شاه‌زندو دستور می‌دهد در صحیفه‌ای اسامی بیست و چهار هزار از افرادی که به دستش مسلمان شده‌اند را نوشته و همراهش خاک کنند تا در قیامت شفیع‌او شوند.

### پس از اسلام

#### رونق مجدد در دوره قاجاریه
پس از اسلام زمین‌های چاه‌ورز به شاهزندو می‌رسد و در شمال زمین‌های کشاورزی چاه‌ورز طبق روال قبل از حمله شاهزندو مثل دوره ساسانیان تداوم یافت و پس از وفات شاهزندو توسط فرزندان شاهزندو زمین‌ها اداره می‌شد. نسل به نسل زمین‌های چاهورز در تملک فرزندان شاهزندو بود تا اینکه ساکنانی جدید طبق تذکره عفیف الدین شاهزندو که در زمان قاجاریان توسط سید علی اکبر بیرمی تصحیح‌سازی شد از مناطق انگالی به چاه‌ورز مهاجرت کردند.
مردمان محلی نام رئیس مهاجرت‌کنندگان را «عالی محب» گفته‌اند. طائفه‌هایی که از انگالی مهاجرت کردند طبق کتاب خلیج فارس و کرانه‌های شمالی سال ۱۲۱۰ ه‍.ق به این منطقه مهاجرت کردند. زمین‌های چاهورز که به نوادگان شاهزندو ارث رسیده بود به مرور زمان مالکیت آن به ساکنان جدید منتقل شد. چاه‌ورز که در زمان قاجار طبق فارسنامه ناصری اسم آن به صورت «چاه‌برد» آمده است و از آن به عنوان دهی در ناحیه بیقه احشام یک فرسخی بیرم یاد شده است. تفنگ‌داران این بیقه که امروزه به عنوان بخش چاهورز شناخته می‌شود با فرماندهی سید حاجی علی بابا حاکم لار را شکست می‌دهند تا سه سال حکومت لار در دست حاجی علی بابا قرار گیرد. سپس در سال ۱۳۲۰ ه‍.ق تفنگداران چاهورزی به همراه تفنگداران مناطق همجوار که پیرو سید عبدالحسین لاری بودند به بستک حمله کردند و آن شهر را غارت کردند.

#### کشف حجاب پهلوی، نافرمانی مدنی
زنان از کتله استفاده می‌کردند لذا نحوه لباس پوشیدن آنان متغایر با کشف حجاب رضا خان نبود. سالیان بعد از این قانون توسط فردی روحانی به نام «حسین رفیعی» لباس مقنعه برای بانوان چاه‌ورز بکار برده شد. اما مردان لباس‌های شال و قبایی می‌پوشیدند که با مدرنیزه‌سازی قوانین کشف حجاب همخوانی نداشت به همین جهت سربازان شاه قبای بلند آنان را از کمر کوتاه می‌کردند. اغلب مردم چاه‌ورز با طرح کشف حجاب مخالف بودند تا کار به جایی رسید که یکی از مأموران رضا خان در شیخ عامر شهروند ناراضی هنگام تلاش برای کوتاه کردن قبایش مأمور رضاخان را به قتل رساند.
هنگام تظاهرات‌های ایران علیه شاه با وجود اینکه در بخش چاه‌ورز و روستاهای مجاور شرایط نسبتاً آرام بود، مردم مرکز بخش چاه‌ورز به رهبر فردی روحانی به نام «حسین رفیعی» که ضد محمدرضا شاه سخنرانی می‌کرد، تقریباً هر روز تظاهرات می‌کردند. دست آخر با حمایت مردم پاسگاه ژاندارمری وقت را خراب کردند و افراد نظامی مستقر در آن فرار کردند.

#### جمهوری اسلامی

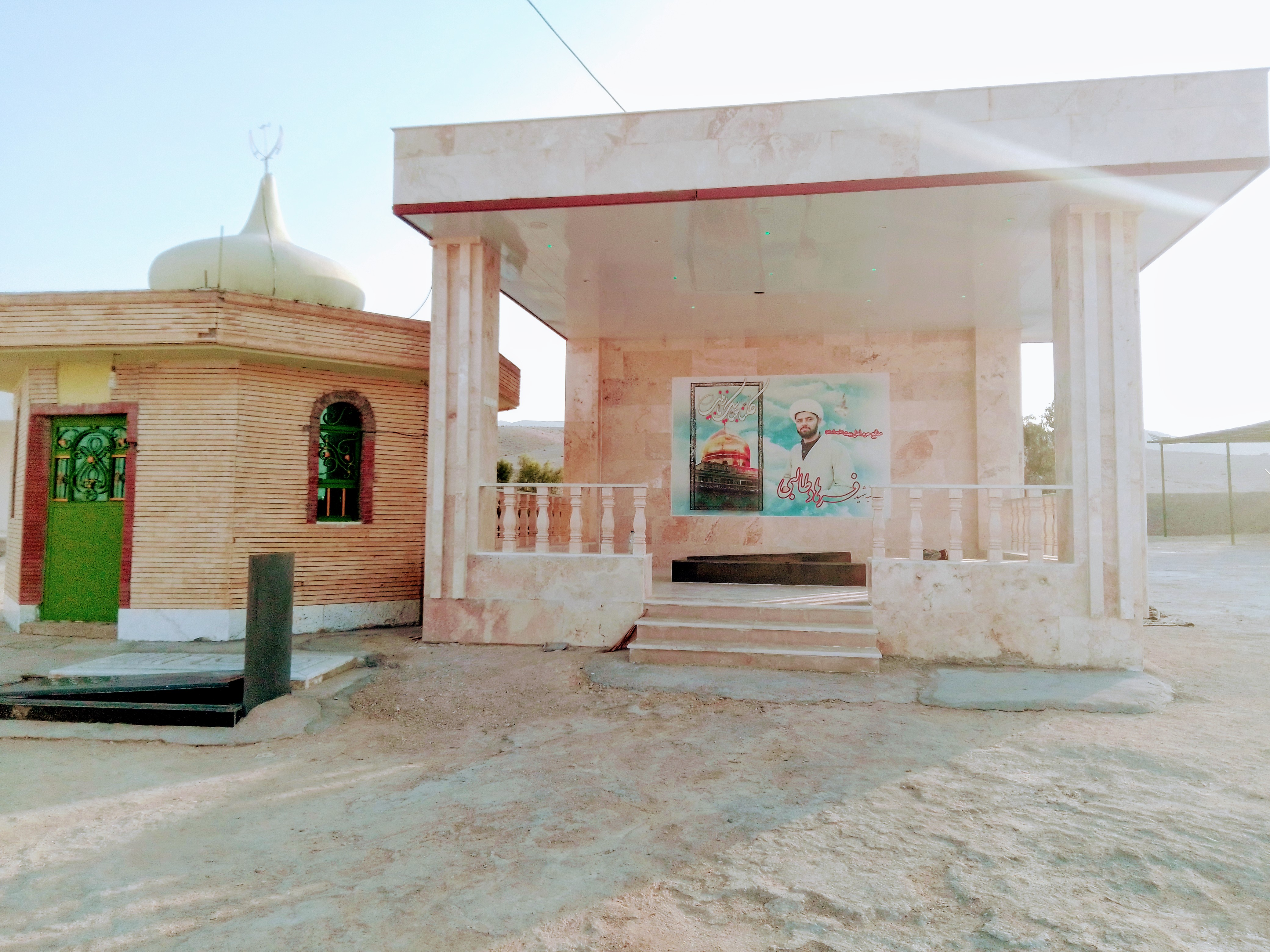
یادمان فرهاد طالبی در دهنوفاضلی چاهورز

پس از شروع جنگ ایران و عراق گروهی از مردم بخش چاه‌ورز در جنگ شرکت کردند که ۲۵ تن از اینان کشته شدند که ۹ تن از کشته شدگان از شهر چاه‌ورز بودند و ده‌ها تن دیگر نیز زخمی شدند. از لحاظ آمار مشارکت در جنگ چاه‌ورز بیشترین حضور در جبهه‌های جنگ را در شهرستان لامرد بنام خود ثبت کرده است. تعدادی از اهالی چاه‌ورز در جنگ داخلی سوریه تحت عنوان مدافع حرم حضور یافتند که نخستین کشته از لامرد فرهاد طالبی نیز از بخش چاه‌ورز-دهنو فاضلی بود. وی از تحصیلات حوزوی
برخوردار بود و به هدف دفاع از حرم زینب در این جنگ شرکت کرده بود. فرمانده سابق بسیج چاهورز مهدی مهدیار نیز در این جنگ زخمی شد.

## جغرافیا

### جغرافیای سیاسی

#### تقسیمات کشوری
بخش چاه‌ورز از شرق، شمال شرقی، شمال و شمال غربی به بخش بیرم، از شرق به بخش خیرگو و بخش علامرودشت، از جنوب و جنوب غربی به بخش مرکزی لامرد و از جنوب شرقی به بخش اشکنان محصور است.
مرکز بخش شهر چاه‌ورز است و از دو دهستان چاه‌ورز و شیخ عامر تشکیل شده است. دهستان چاه‌ورز متشکل از روستاهای دهبان، دهنو و چاه چاورز است. دهستان شیخ‌عامر نیز مرکز آن روستای شیخ‌عامر است.
این دهستان روستاهای شیخ عامر، حاجی‌آباد، ده نوفاضلی، احشام، چاه چاورز، نعمه، شیرینو، فاضلی، ده کهنه، نخلستان باد، نخلستان کت، نخلستان شکری‌دان دربر گرفته است.

#### تاریخچه تقسیمات کشوری
چاهورز سال ۱۳۱۶ دهی در دهستان بیرم بخش گاوبندی (پارسیان) بود. در سال ۱۳۷۲ ه‍.ش دهستان چاه‌ورز تأسیس شد و ده سال بعد، پیشنهاد تهیهٔ طرح توجیهی بخش شدن چاه‌ورز به مسئولان چاه‌ورز ارائه شد. این طرح توجیهی توسط دو مسؤول در چاه‌ورز به نام‌های فتحعلی قائدی (رئیس شورای اسلامی روستا) و محمود رحیمی (دهیار) آماده می‌شود و در ۲۸ اسفند همان سال توسط انصاری لاری (استاندار وقت فارس) تصویب و به وزارت کشور ارسال می‌شود چون این طرح در اواخر عمر دولت خاتمی بود و دولت جدید روی کار آمد عملاً آن طرح متوقف شد و بعد از آن با پیگیری معتمدین و جمعی از متنفذین از جمله فردی روحانی به نام غلامحسین سبحانی نیا در استان و مجید اکبرپور در تهران به سال ۱۳۹۰ طرح توجیهی جدیدی اما مبتنی بر طرح قبلی در دوران احمدزاده کرمانی (استاندار وقت فارس) با اضافاتی تصویب و به وزارت کشور ارسال می‌شود و در ۲۹ شهریور ۱۳۹۱ توسط اعضای کمیسیون سیاسی - دفاعی هیئت دولت تصویب نهایی می‌شود. پس از ۵ ماه از تصویب نهایی، در ۲۳ اسفند ۱۳۹۱ اعلام رسمی می‌شود.
به مناسبت تأسیس این بخش، جشنی در تاریخ ۲۸ شهریور ۱۳۹۲ با حضور گروه فرهنگی هنری صدای تهران در شهر چاه‌ورز برگزار شد. حمایت مالی این جشن را کارخانه سیمان لامرد به عهده داشت. در این جشن هنرمندانی از سطح کشور از جمله وحید قادری خواننده و نرگس محمدی بازیگر ایفای نقش کردند.
روستایی چاه‌ورز که مرکز این بخش بود طبق قانون باید تبدیل به شهر می‌شد. ابتدا نظر به این بود که چاه‌ورز با روستاهای چاه‌چاورز دهبان و دهنو که کاملاً به هم پیوسته است ادغام شود اما این نظر رد شد و روستای چاه‌ورز به تنهایی در تاریخ ۸ فروردین ۱۳۹۷ طی ابلاغیه‌ای وزیر کشور عبدالرضا رحمانی فضلی به شهر ارتقاء یافت. در ابلاغیه‌ای آمده است: «... با توجه به مطالعات کارشناسی با پیشنهاد آن استانداری مبنی بر تبدیل روستای چاه‌ورز به شهر موافقت می‌گردد». در تاریخ ۲۱ دی ۹۷ شهرداری چاهورز با حضور مسئولان استانی و محلی این بخش افتتاح شد.

### موقعیت

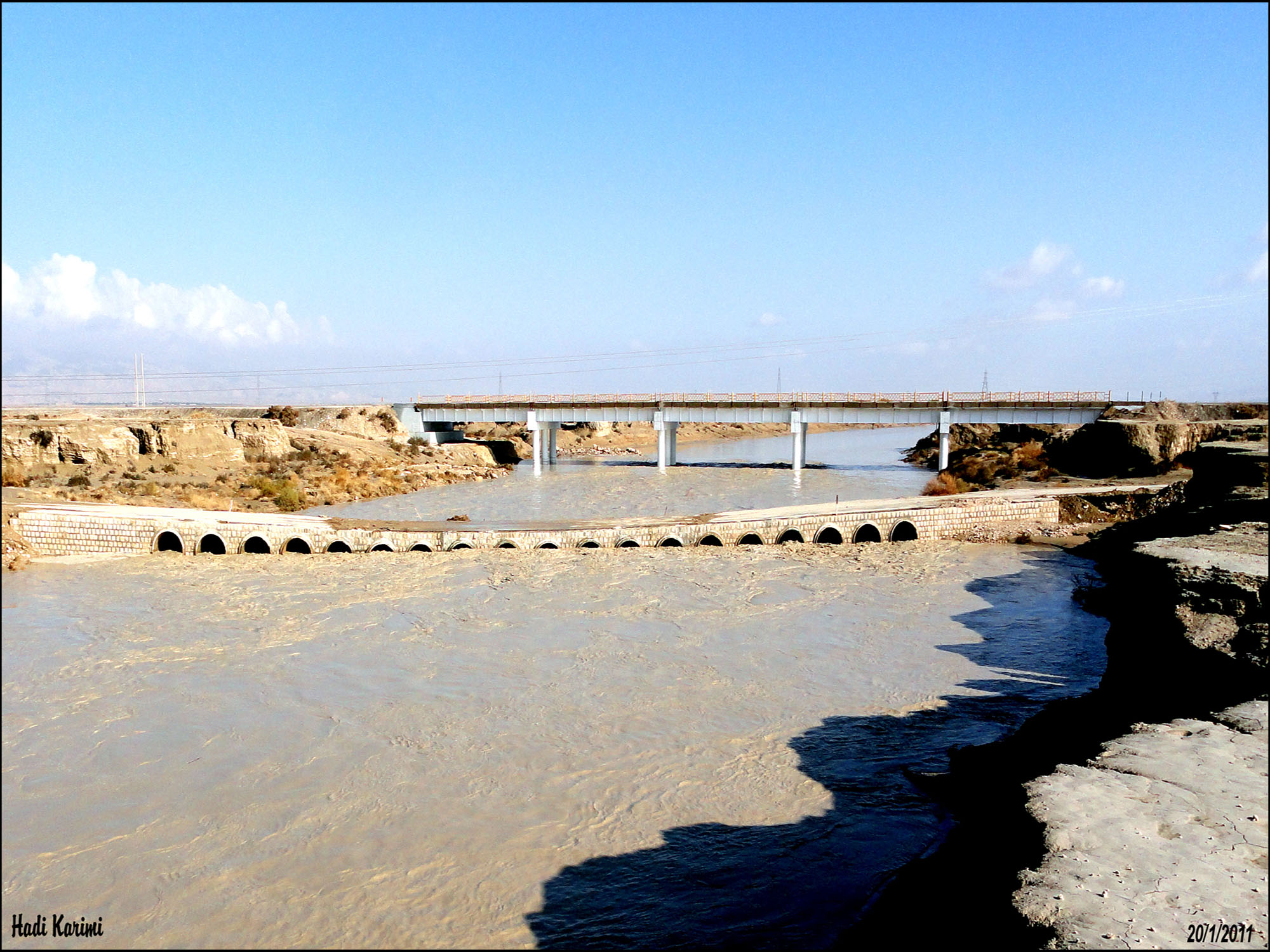
رود فصلی علامرودشت عبوری از شمال چاه‌ورز

بخش چاه‌ورز در دشت علامرودشت با فاصلهٔ ۳۵۰ کیلومتر از جنوب شیراز واقع شده است. مختصات جغرافیایی این بخش عبارتست از ۲۷ درجه، ۲۵ دقیقه شمالی و ۵۳ درجه و ۲۶ دقیقه و ارتفاع آن از سطح دریا ۴۸۶ متر است. چاه‌ورز از جنوب رشته‌کوه علامرودشت احاطه شده است؛ این رشته‌کوه از روستای شلدان آغاز می‌شود و در روستای پاقلات به پایان می‌رسد طول این کوه ۱۲۴ کیلومتر و بلندترین قسمت آن ۱۴۳۰متر از سطح دریا است. از شمال آن نهر چاه‌ورز که از ارتفاعات شمالی کال و شرق روستای بالاده و آبکنه سر چشمه گرفته می‌گذرد. این شاخه با پیوستن به شاخه فداغ که در شهرستان لارستان می‌باشد از جنوب لار و شرق هرمز سرچشمه می‌گیرد، رودخانه فصلی علامرودشت را تشکیل می‌دهد که در نهایت به خلیج فارس سرازیر می‌شود.

## بندها

### پروژه کنترل سیلاب نعمه
در جهت کنترل سیلاب‌ها روستای نعمه بندی بر روی آن احداث گردید. این بند گنجایش یک میلیون لیتر مکعب آب را دارد. طول این بند بالغ بر ۲۵ متر است و ۶ هزار پانصد مترمکعب عملیات خاکی باعث شد ارتفاع بند به ۱۰ متر برسد. فاز اول آن با اعتبار ۱۰ میلیارد ریال در شش ماه دوم ۹۶ شروع شد و فاز دوم آن در سال ۹۷ با اعتبار ۶/۵ میلیارد ریال صورت گرت. در دی ۹۸ با بارش‌هایی که رخ داد، ظرفیت آن پر شد و برای اولین بار آب از این سد سرازیر کرد.

## مردم

### گویش
مردم چاه‌ورز طبق کتاب جغرافیای ایران به «فارسی محلی» صحبت می‌کنند. هر کدام از روستاهای موجود در چاه‌ورز لهجه‌ای متفاوت با هم دارند که در کل ویژگی‌هایی مشترک با هم دارند که منجر به این شده است که به سادگی با یکدیگر ارتباط کلامی برقرار کنند. از مواردی که مشترکاً در تمامی لهجه‌های روستاهای بخش چاه‌ورز دیده می‌شود ذال معجم است بدین ترتیب که «دال» در وسط جمله تبدیل به «ذال» می‌شود بعضاً نیز «دال» از جمله حذف می‌شود. برای مثال: «مرد» «مرذ» و «داد» «دا» گفته می‌شود. همچنین در این لهجه‌های «ب» تبدیل به «واو» و «واو» تبدیل به «ی» می‌شود، مانند «صبر» که «صَوْر» و «کوزه» که «کیزه» تلفظ می‌شود. البته در تمام موارد گفته شده استثناهایی هم وجود دارد، مانند «اندروید»، «دبیر»، «پول» و … که همانند همانند لهجه معیار گفته می‌شود.

### جمعیت
جمعیت بخش چاه‌ورز در سال ۱۳۷۵ بالغ بر ۶٬۳۷۸ بود که با رشد ۲۵ درصدی در سال ۱۳۸۵ به ۷٬۹۹۱ نفر رسید. اما این آمار در سال ۱۳۹۰ با افت ۱۵ درصد به ۶٬۷۸۸ نفر بالغ شد و همچنین با رشد ۳/۳ درصدی سال ۱۳۹۵ جمعیت این بخش ۷٬۰۱۰ تن برآورد شد.
جمعیت شهر چاهورز در سال ۱۳۱۶ بالغ بر ۵۳۸ که با رشد ۳۹۰٫۷ درصد یعنی با رشدی نزدیک به چهار برابر جمعیت این شهر بر پایه سرشماری مرکز آمار ایران در سال ۱۳۸۵، جمعیت آن ۲٬۶۴۰ نفر (۵۲۱خانوار) شد. اما در سرشماری عمومی نفوس و مسکن در سال ۱۳۹۰ با کاهش ۷/۹ درصدی برابر به ۲٬۴۰۴ تن رسید؛ که متشکل از ۶۱۹ خانوار و ۱٬۱۸۹ زن و ۱٬۲۱۵ مرد بوده است.
دیگر توابع بخش چاه‌ورز نیز که جمعیت آن در سرشماری ۹۵ ذکر گردیده است به شرح ذیل است؛
| نام آبادی | جمعیت |
| --------- | ----- |
| دهنو      | ۱٬۲۶۰ |
| شیخ‌عامر   | ۱٬۲۳۹ |
| دهبان     | ۳۷۲   |
| احشام     | ۳۳۵   |
| ده کهنه   | ۲۸۶   |
| نعمه      | ۲۳۵   |
| شیرینو    | ۲۱۴   |
| فاضلی     | ۱۶۸   |
| چاه چاورز | ۱۵۸   |
| حاجی‌آباد  | ۸۶    |

### مذهب
طبق آمار تمام ساکنان چاه‌ورز شیعه دوازده امامی هستند. حسینیه‌ها و مساجد از پس از ورود اسلام رونق داشته است و امروزه نیز حسینیه شهید بهشتی که در حسینیه شهید رفیعی ادغام شده است، حسینیه زینب کبری (س) از حسینیه‌ها فعال چاه ورزند.
مساجد جامع، فاطمه الزهرا و مسجد النبی به همراه چندین مسجد بسیار قدیمی و کوچک محله‌ای پذیرای جماعات مردم هستند. در فرودین ۱۳۹۵ نخستین نماز جماعت این بخش با امامت طاهری برگزار شد. مسجد محمد رسول‌الله که در آن نماز جمعه اقامه می‌شود در بخش چاه‌ورز با تأمین بودجه توسط غلام‌رضا جوشن گراشی در سه طبقه به مساحت هزار و هشتصد متر مربع و زیربنای ۱۲۰۰ متر یک میلیارد و دویست میلیون تومان هزینه داشته و قسمت آشپزخانهٔ آن نیز با زیربنای هزار و دویست متر جنب مسجد ساخته شده است. طبقهٔ زیرزمین مسجد به کتابخانه، طبقهٔ اول سالن مردانه و طبقهٔ دوم به سالن بانوان اختصاص داده شده است.

#### هیئت فدائیان رهبر
اولین مؤسسه و هیئت فرهنگی که به ثبت رسیده است برای اولین بار در بین شهرهای اطراف در چاه‌ورز به نام «فدائیان رهبر» از سال ۱۳۸۳ تأسیس شده است و ساماندهی فعالیتهای مذهبی، ملی و فرهنگی را برعهده دارد.

### سرشناسان
- مجید اکبرپور (معاونت اسبق دادگستری‌های بوشهر، قزوین و زنجان، مدیر کل اسبق پیشگیری‌های انتظامی قوه قضاییه، مدیرعامل روزنامه رسمی جمهوری اسلامی ایران)
- احمد اکبرپور (نویسنده ادبیات کودک و نوجوان و دارای جایزه بهترین کتاب سال از وزارت فرهنگ و ارشاد اسلامی در سال۸۴ و در سال ۲۰۰۶ در لیست هیئت بین‌المللی کتاب برای افراد جوان (IBBY) قرار گرفت.[۵۱])
- احمد پرهیزی (خبرنگار خبرگزاری فرانسه[۵۲] و مترجم آثار فرانسوی[۵۳] و نامزد کسب جایزه کتاب سال[۵۴] در زمینه ترجمه)
- علیرضا عسکری چاوردی (رئیس سابق دانشگاه هنر شیراز،[۵۵] محقق و نویسنده و سرپرست ایرانی مطالعات شهر پارسه[۵۶])
- حمید اکبرپور (نویسنده ادبیات پایداری و ویراستار و صاحب تألیفات بسیار در زمینه جنگ ایران و عراق)
- علمدار راستگو او چوپان کم سوادی است که بیشتر عمر خود را در کوه‌ها مشغول چوپانی بوده است و حتی قادر به نوشتن نیست. اما قادر است اشعاری از حافظ، سعدی و … را از حفظ بخواند. تاکنون در صداوسیما ملی و استانی و در چند دانشگاه واقع در استان فارس حضور یافته است. در قرآن نیز در سبک‌های مختلف از او پرسش شده است. رضا رفیع پس از مصاحبه با وی به او لقب «چوپان راستگو» داد.[۵۷]
- مختار عباسی (فرماندار شهرستان خنج از سال ۹۲ تا ۹۹)

### فهرست اهالی قلم
| نام                 | زمینه فعالیت       | آثار | جوایز                                                   |
| ------------------- | ------------------ | --- | ------------------------------------------------------- |
| احمد اکبرپور        | نویسنده            | | دیپلم افتخار IBBY                                       |
| احمد پرهیزی         | مترجم              | | جایزه ابوالحسن نجفی                                     |
| علیرضا عسکری چاوردی | نویسنده و پژوهشگر  | |                                                         |
| جواد عسکری چاوردی   | نویسنده            | |                                                         |
| مختار حقیقت         | شاعر               | | یکی از ۱۸ شاعر برگزیده هفتمین جشنواره بین‌المللی شعر فجر |
| حمید اکبرپور        | نویسنده و ویراستار | |                                                         |
| حمیدرضا اکبرپور     | نویسنده و پژوهشگر  | |                                                         |
| ناصر تهمک           | شاعر               | مافیای سیر و سلوک                                                                                              |                                                         |
| پیمان عدالتی        | مترجم              | |                                                         |
| بهرام عاشوری        | نویسنده            | نام‌های علل و ریشه‌های ناهنجاری در نوجوانان، نقش امید در تربیت انسان و ابعاد زیبا شناختی زندگی انسان از دید قرآن | ][                                                      |
| علمدار راستگو       | شاعر               | علمدار سخن (در مورد علمدار راستگو پس از درگذشت وی)                                                             |                                                         |
| محمد باقر عامری نیا | نویسنده            | یا حسین تا عرش بیش از ۱۷ جلد کتاب                                                                              |                                                         |

## جاذبه‌های گردشگری و آثار باستانی
به گزارش خبرگزاری مهر به نقل از روابط عمومی میراث فرهنگی، صنایع دستی و گردشگری فارس، با همکاری دو اکیپ از باستان شناسان مجرب استانی، محققان، پژوهشگران و راهنمایان بومی، طی مدت زمان دو ماه از تاریخ ۱۲ اردیبهشت ماه الی ۱۲ تیر ماه ۹۶، عملیات اجرایی بررسی و شناسایی آثار تاریخی در بخش چاهورز و دیگر بخش‌های لامرد به اتمام رسید و در این طرح تعدادی از آثار تاریخی شناسائی، نقشه‌برداری و پرونده آنها جهت ثبت در فهرست آثار ملی تشکیل گردید. تأمین اعتبار این پروژه از محل ۲ درصد نفت‌وگاز شهرستان انجام شد.

### تپهٔ گلرخ
تپهٔ گلرخ، از آثار تاریخی دورهٔ قبل از اسلام واقع در جنوب چاه ورز است. این اثر در تاریخ ۲۴ تیر ۱۳۸۲ با شمارهٔ ثبت ۹۲۲۰ به‌عنوان یکی از آثار ملی ایران به ثبت رسیده است. این اثر بعد از قلعه اژدها پیکر لار در رده چهل و هشتم مهم‌ترین آثار تاریخی فارس قرار دارد. قدمت تاریخی قلعه گلرخ در ارتفاعات جنوب چاهورز، بر اساس بررسی‌های انجام شده روی سفال‌هایی که در این قلعه پیدا شده است مربوط به دوره ساسانی بوده است. این نظر با پیدا شدن یک سکه بیشتر تقویت شد. با بررسی این سکه مشخص شد که این سکه مربوط به دوره حکومت خسرو انوشیروان بوده که در ضرابخانه داربگرد داراب ضرب شده است.

### نخل دوقلو

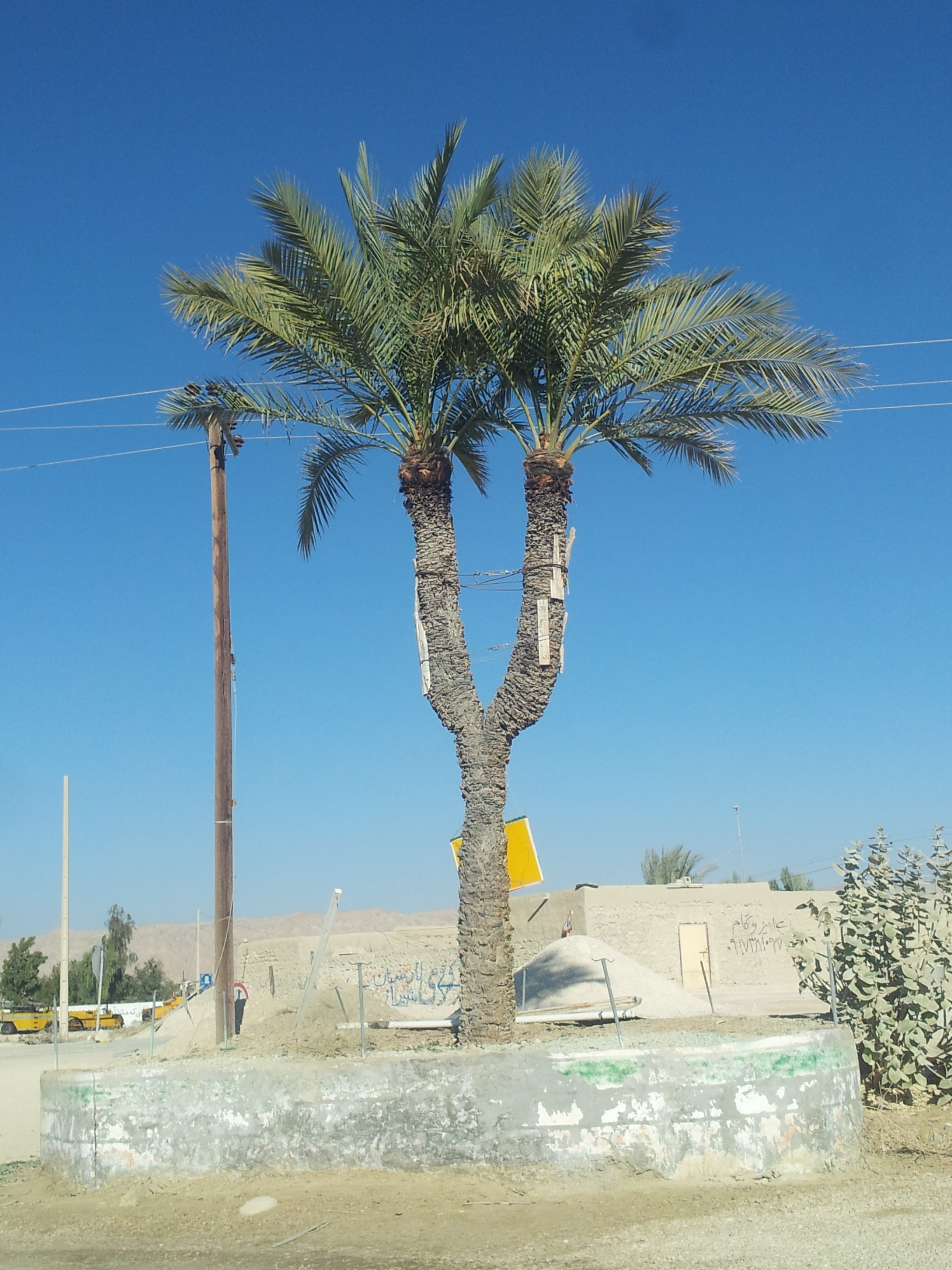
نخل دوقلوی چاه‌ورز

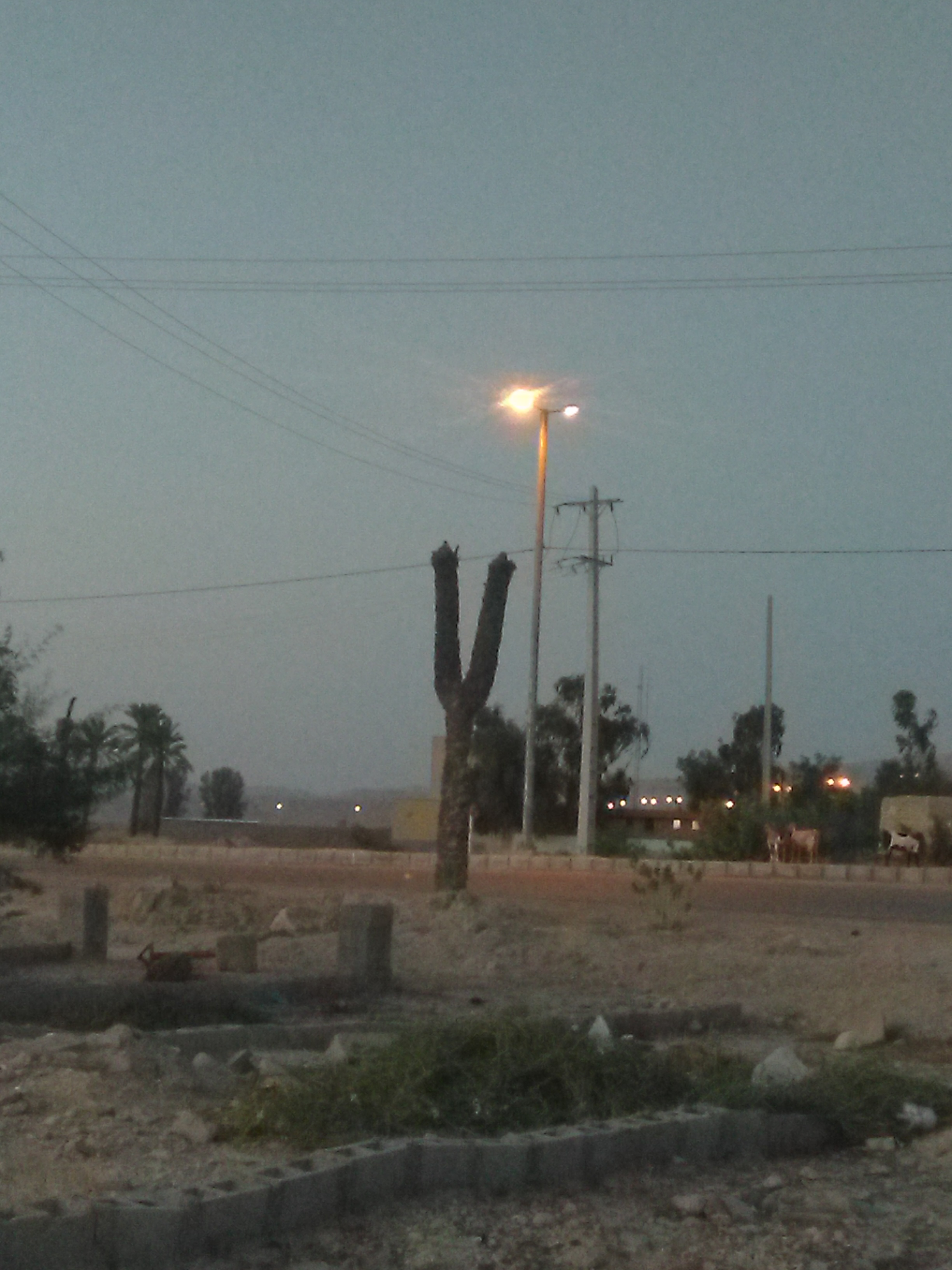
خشک شدن کامل نخل دوقلوی چاه‌ورز

«نخل دوقلو» نادرترین نخل موجود در استان فارس بود. این نخل تبدیل به نماد چاه‌ورز شده است و در شهرستان لامرد شناخته شده بود. در کتاب فرهنگ لامرد، این نخل دهمین نقطه برای گردشگری در شهرستان لامرد معرفی شده همچنین در این کتاب به این نخل صفت: «عجایب خلقت» داده شده است. اسم این نخل چندبار در کتاب من نوکر بابا نیستم از احمد اکبرپور آمده است. این کتاب یکی از سه نامزد کتاب سال جمهوری اسلامی و نامزد بهترین رمان جشنوارهٔ دو سالانهٔ کانون پرورش ایران بوده است. از سال ۹۲ کم‌کم دو تنهٔ نخل در حال از هم جدا شدن بود. مسؤولین چاه‌ورزی برای نگهداشت دو تنه به دور آن دو سیم پیچیدند اما خبرگزاری فداغ آن را ناکافی دانست. این خبرگزاری این اقدام را ناکافی دانست و از رسیدگی به این نخل ابراز نگرانی کرد.
سال ۹۴ برگ‌های این نخل رو به زردی نهاد. تا در همین سال به‌طور کامل خشک شد.

### تپه ده گچی
مربوط به دوران‌های تاریخی پس از اسلام و در روستای احشام واقع شده و این اثر در تاریخ ۲۴ تیر ۱۳۸۲ با شمارهٔ ثبت ۹۲۱۸ به‌عنوان یکی از آثار ملی ایران به ثبت رسیده است.

### قلعه گبری شیرینو
این اثر تاریخی مربوط به دوره ساسانی و قرون اولیه اسلامی است که به شماره ثبت ۳۲۱۷۹ در فهرست آثار ملی ایران قرار گرفت. این قلعه در تنگه ای موسوم به تنگه شیرینو در شرق شهر لامرد قرار دارد. با توجه به بررسی‌های سطح الارضی و جمع‌آوری و مقایسه سفال‌ها و معماری قلعه توسط کارشناسان قدمت این قلعه را به اواخر دوران ساسانی و قرون اولیه اسلامی تخمین زده می‌شود. معماری خاص و شیوه جمع‌آوری آبهای سطحی و تعبیه حوضچه‌های آب در پایین سطح قلعه که کنار دیواره شمالی این قلعه واقع شده از ویژگی‌های این اثر تاریخی است و سفال‌های جمع‌آوری شده از این قلعه، عمدتاً از نوع خمره و ظروف نگهداری آذوقه می‌باشد. دره شرقی که قلعه بر آن مشرف است به عنوان گذرگاه و محل ورود به قلعه می‌باشد و این دره با توجه به ساختار سنگی آن به عنوان محلی مناسب برا ایجاد سد و ذخیره آب در آن دوره تاریخی بوده است.

### قلعه لید
قلعه لیت یا لید در بلندی‌های جنوبی روستای احشام قرار دارد. این قلعه از زمان ساسانیان به جا مانده است. امروزه بقایای دیوارهای سنگ و ساروج و آهکی از این قلعه دیده می‌شود و در خارج از آن نیز چاه مشهود است. این اثر با شماره ۳۳۰۷۴ دستور ثبت آثار ملی آن ابلاغ شده است.

### حمام دهکنه

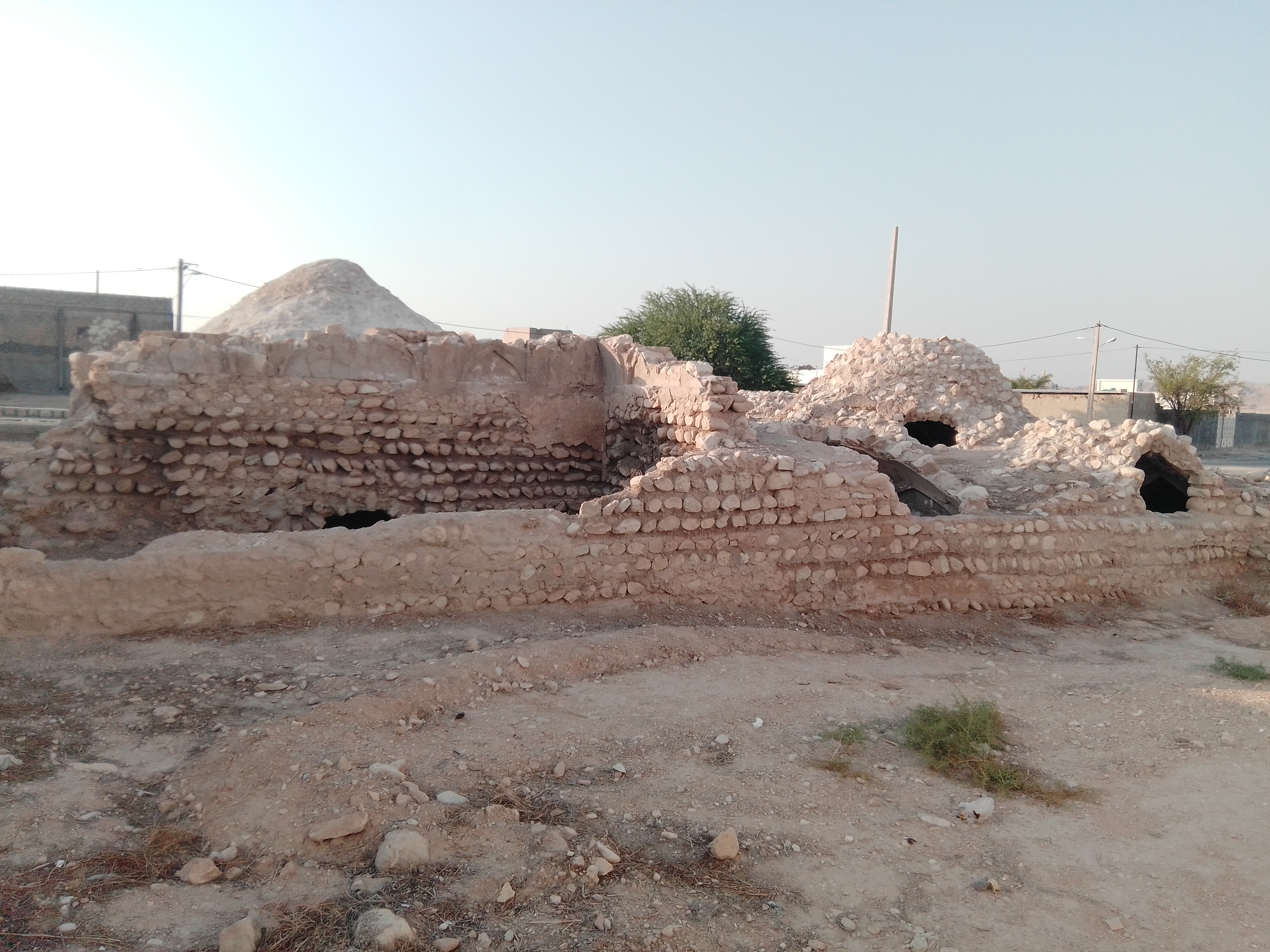
نمای بیرونی حمام دهکهنه

حمامی باستانی از دوره ساسانیان است که در دهکنه واقع شده و بخش‌های زیادی از آن سالم مانده است. این حمام برای ثبت میراث تاریخی نامزد شده و طی مراحل اداری آن در جریان داشت. تا اینکه در دی ۱۳۹۹ این اثر با شمارهٔ ثبت ۳۳۰۱۸ به‌عنوان یکی از آثار ملی ایران به ثبت رسید.

### بومگردی جواد
بومگردی جواد واقع در شیرینو در بخش چاه‌ورز است. در این بوم‌گردی موزه‌ای وجود دارد که ادوات سنتی و عتیقه بخش چاهورز یافت می‌شود. همچنین این موزه عروسک‌هایی در آن به نمایش گذاشته شده که شبیه‌ساز پوشش بومی مردان و زنان این بخش است.

### آرامگاه امام‌زاده شاه نصرالله
یکی از امام‌زاده‌های بخش است که در دهنو واقع شده است.

### آرامگاه امام‌زاده عامری بن حسن
این آرامگاه در شیخ‌عامر واقع شده و محل برگزاری مراسم مذهبی است.
در این مقبره «عالی محب» بنیان‌گذار چاهورز جدید، دفن شده است.

## نمای بخش

### پارک‌ها
پس از بازدید مرتضی نکوگو مسئول اداره منابع طبیعی و آبخیزداری لامرد و مسئولان چاه‌ورز از مناطق سبز مرکز بخش چاه‌ورز با توجه به کمبود فضای سبز در مرکز این بخش و نیاز مبرم مردم به پارک جنگلی و با کارشناسی صورت گرفته ۵–۱۰ هکتار برای ایجاد پارک جنگلی به چاه‌ورز اختصاص داده شد.

### سیل و نوسازی خانه‌ها
ٔپس از سیل‌های دیماه ۱۴۰۰ و تخریب خانه‌های سنگ و شلی در بخش چاهورز طرح نوسازی مسکن در این بخش کلید خورد. در این سیل روستای نعمه نیز با فوران رودخانه و تخریب پل رابط این روستا ارتباطش را با دیگر روستاهای چاه‌ورز از دست داد که نیروهای امدادی دوباره مسیرهای ارتباطی با این روستا برقرار شد. با همکاری نماینده لامرد در مجلس ۵۰ میلیارد از ۵۷ میلیارد بازسازی خانه‌های تخریب شده در لامرد به بخش چاهورز اختصاص یافت. با آغاز تخریب خانه‌های چاهورز منتقدان طرح نوسازی همانند دکتر جواد عسکری بر این باورند که نمای قدیمی خانه‌ها که نشان از فرهنگ چاهورز دارد با این طرح دچار تخریب می‌دهد و خانه‌های با حیاط بزرگ تبدیل به خانه‌های ویلایی با حیاط کوچک می‌شود.

## اقتصاد
یافته‌های باستان‌شناسان نشان می‌دهد چاهورز از اواخر دوره اشکانیان تا سه الی چهار قرن پس از فروپاشی ساسانیان منطقه چاهورز در تعامل اقتصادی با حوزه خلیج فارس و برون مرزی تا هند بوده است.
بنابر کتاب فرهنگ جغرافیایی ایران، در گذشته مردم چاه‌ورز در دوران قاجار و اوایل حکومت پهلوی بیشتر شغلشان دامداری و کشاورزی بوده است و محصول اصلی آن‌ها خرما بود. اما امروزه شغل ساکنان چاه‌ورز کارهای خدماتی و تجاری است و مرکز بخش چاه‌ورز اجناس مورد نیاز شهرهای دور و نزدیک را تأمین می‌کنند. راه‌های ارتباطی مهم استان باعث بهبود اقتصاد بخش شده است.
به گفته وزیر اطلاعات محمود علوی حدود ۱۵ درصد از جمعیت بخش چاه‌ورز تحت پوشش کمیته امداد قرار دارند که بیشترین میزان در شهرستان لامرد است. رئیس اداره بهزیستی شهرستان لامرد معصومه کاظم‌زاده دوشنبه ۱۷ آذر در جهت کمک به خانواده‌های دارای معلول در بخش چاه‌ورز ۵ واحد در این بخش احداث می‌شود. این اقدام در راستای اجرایی شدن تفاهم نامه سه جانبه بهزیستی، بنیاد مسکن و قرارگاه خاتم، عملیاتی شده است.
عمده فعالیت کشاورزی در این بخش متکی به دامداری و تولید و فروش گوشت قرمز است. شیوه‌های دامداری به صورت سنتی و نیمه صنعتی می‌باشد. امام جمعه چاه‌ورز پیشنهاد داد تا با اختصاص بودجه بیشتر این سیستم کاملاً تبدیل به صنعتی شود تا ضمن اشتغال‌زایی بیشتر، افزایش تولید نیز صورت گیرد.
از لحاظ ظرفیت کشت غلات با کارشناسی‌های صورت گرفته با در نظر گرفتن مشکل آب بخش چاهورز و با سرمایه‌گذاری در احداث گلخانه می‌توان در کشاورزی بخش رونقی ایجاد نمود. در همین جهت به مناسبت هفته دولت و با حضور مسئولان شهرستانی و بخش چاهورز، کلنگ احداث یک واحد گلخانه ۵ هزار مترمربعی در این بخش زمین زده شد. این طرح با اعتبار ۱۵ میلیارد ریال در شیخ عامر اجرا شد و مجوز آن از طرف جهادکشاورزی لامرد صادر گردید. گلخانه زائری در چاه‌ورز نیز تا سال ۹۳ به صورت مستقیم برای پنج نفر ایجاد شغل کرده بود و محصول آن که اغلب خیار سبز بود در اشکنان، بیرم، علامرودشت و چاه‌ورز، لامرد و لارستان به فروش می‌رسید. در سال ۱۳۹۵، واحد گلخانه ای تولید صیفی جات با مساحت ۵۲۰۰ متر مربع با ظرفیت تولید سالیانه ۱۵۰ تُن و اشتغالزایی برای ۶ نفر توسط کار آفرین «غلامرضا عبدالله‌پور» با مشارکت و پرداخت تسهیلات اقتصاد مقاومتی بسیج سازندگی سپاه ناحیه لامرد در بخش احداث کرد.

## زیرساخت

### بهداشت و درمان
از لحاظ دسترسی به خدمات پزشکی روستاهای دورتر از چاه‌ورز از نظر متخصصان دچار کمبود هستند که به همین جهت اردوی خیریه‌ای توسط بسیج در سال ۹۵ در احشام برپا شد که دویست نفر رایگان ویزیت شدند و داروهای رایگان در اختیارشان قرار گرفت.

#### مرکز درمانی چاهورز
مرکز بهداشتی درمانی چاهورز در مرکز این بخش سال ۱۳۷۷ در زیر بنای بالغ بر ۳۰۰ متر مربع به همراه دو پانسیون برای پرسنل و پزشک احداث گردید در این مرکز بهداشتی در زمان افتتاحیه خدمات بهداشتی درمانی مثل پزشکی و مامایی
و واکسیناسیون ارایه می‌گردید و در سال‌های بعد خدمات آزمایشگاه و دندانپزشکی نیز در این مرکز اضافه شد.

#### مرکز درمانی شیخ‌عامر
مرکز بهداشتی درمانی شیخ عامر در زمینی به مساحت ۲۷۰۰ مترمربع با زیربنای ۴۵۰ مترمربع، توسط خیّری به نام «غلام اسدی» در سال ۹۵ کلنگ زنی آن با حضور جمعی از مسئولان و معتمدین آغاز شد. برخی روستاهای این بخش تا مرکز بهداشتی درمانی چاهورز دارند که این مرکز طبق نظر محمد حسینی، رئیس شبکه بهداشت و درمان شهرستان می‌تواند نقش مؤثری در دسترسی آسان مردم به خدمات بهداشتی درمانی داشته باشد.

#### خانه‌های بهداشت
خانه‌های بهداشت چاه‌ورز۱ و چاه‌ورز۲، شیخ‌عامر، دهنو فاضلی، شیرینو و دهنو نیز در این بخش فعال است.

### ترابری
راه‌های ارتباطی بین شهرستان‌های گراش و لار به شهرستان‌های لامرد و شهرستان مهر از این بخش می‌گذرد.
لذا این بخش از لحاظ ارتباطی حائز اهمیت شده است.

#### محور چاه‌ورز-سه‌راه بیرم

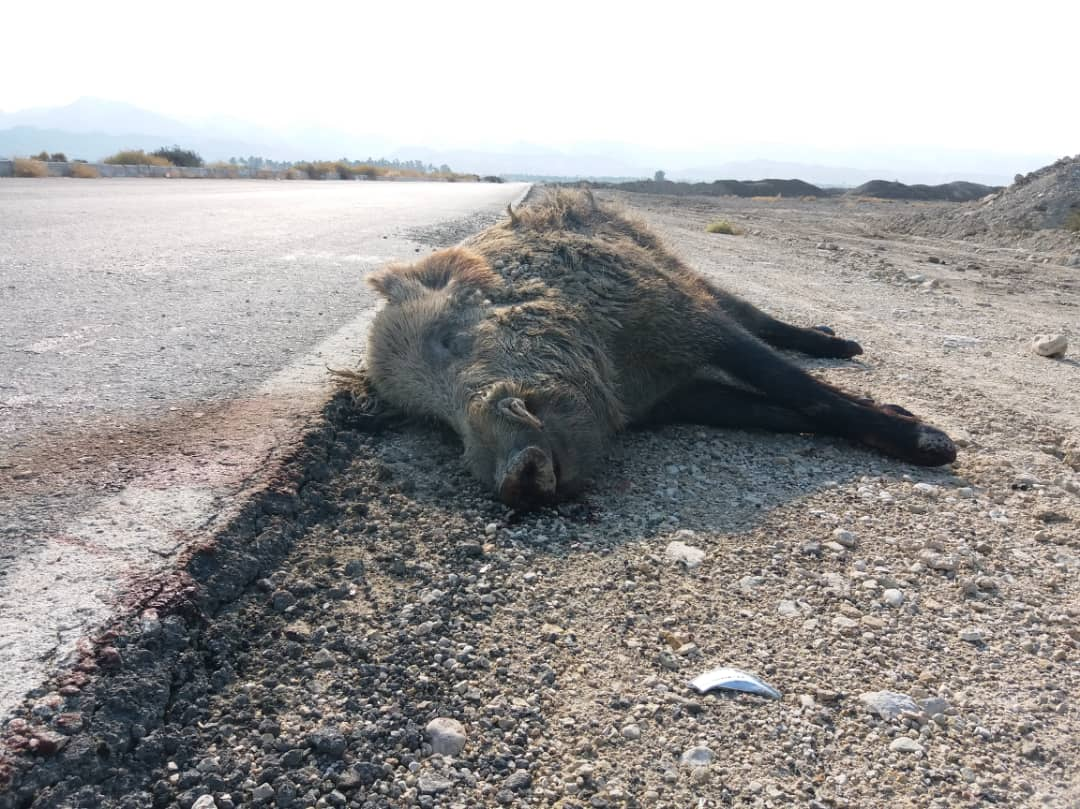
تصویری از گرازی وحشی که بر اثر حادثه جاده‌ای در محور چاه‌ورز-سه‌راه بیرم جان باخته است.

با به پایان رسیدن عملیات و آسفالت باند دوم محور چاه ورز- سه راه بیرم به طول ۴۷۵۰ متر و عرض ۷٫۳ متر و ضخامت ۶ سانتی‌متر در تاریخ اردیبهشت ۹۶ این محور تکمیل شد. این مسیر هرساله شاهد تصادفات مکرر بود که با احداث محور جدید تلاش بر آن شده است حوادث جاده‌ای کاهش یابد.
در این محور دو بانده دو ستگاه آبنمای ساده و ۲ دستگاه پل چهارمتری قرار گرفته و باعث دسترسی راحت‌تر مسیر لامرد و مهر به لارستان و گراش شده است.

#### تونل شهید باقری
بزرگ‌ترین تونل جنوب کشور است و طول آن به ۲۶۵۰ متر می‌رسد. در نتیجه آن، تردد از گردنه صعب العبور احشام به ندرت اتفاق می‌افتد. مهندس باقری فرد مدیر کل راه وشهرسازی لارستان گفت: «حدود ۱۰ سال از آیین کلنگ زنی این تونل سپری شده و مفتخریم که همزمان با بهار ۹۸ و ایّام عید نوروز توانسته‌ایم خواستهٔ دیرینهٔ مردم این منطقه را تحقق ببخشیم … هدف از احداث این تونل حذف گردنه صعب العبور احشام و کاهش مسیر جنوب کشور به منطقه انرژی بر پارس جنوبی و عسلویه است و این تونل زمینه‌ساز کاهش مسیر شهرستان لامرد به مرکز استان را در پی خواهد داشت… عملیات آسفالت تونل به‌طور کامل انجام و انتقال برق نیز تا ورودی تونل صورت گرفته و با نصب ۱۲۵ پروژکتور، روشنایی کامل در داخل تونل نیز تأمین شده و دو برج نوری نیز در تقاطع‌های دو طرف تونل نصب گردیده است.»

### آب
مرداد ۱۳۹۳ بخشدار چاه‌ورز، الهیاری در دومین گردهمایی منطقه‌ای بخشداران جنوب فارس در لامرد گفت که تصویب طرح مطالعاتی انتقال آب از خلیج فارس به فارس می‌تواند معضل آبرسانی را در جنوب استان به خوبی حل کند. در ادامه وی افزود اعتبارات بیشتری به غیر از ۲ درصد نفت و گاز به آب‌های روستایی اختصاص یابد. انتظار داریم هر چه سریع آب سد هایپر به بخش چاهورز برسد. در سال ۱۳۹۹ امام جمعه بیرم زندوی پس از بررسی این طرح را ناممکن عنوان کرد در این راستا نماینده مجلس حسین حسین‌زاده از بررسی طرح انتقال آب از «سد خلیج فارس» خبر داد. در همین سال تیم پنج نفره دوچرخه سواران علامرودشت به نشانه اعتراض به کم‌بود آب چاهورز و چهار بخش دیگر مسیر ۳۶۰ کیلومتری را با شعار «پنج بخش جنوبی فارس با جمعیت ۸۰ هزار نفری آب ندارند» را پیمودند. این حرکت اعتراضی به دلیل مشکل بی‌آبی و کم‌آبی بخش‌های جنوبی استان فارس و پیگیری چندین باره از سوی نهادهای مسئول که نتیجه‌ای حاصل نشد انجام گرفت. آبان ۹۹ در جریان نشستی که رئیس شورای حل اختلاف چاه‌ورز مجید فاطمی با نماینده شهرستان موسی موسوی داشت از وضع آب چاه‌ورز انتقاد کرد و گفت «رفع مشکل آب بخش چاهورز را جدی بگیرید چرا زمانیکه حسین‌زاده نماینده لارستان برای رفع مشکل آب بخش بیرم؛ زمان و زمین را بهم می‌دوزد و از چند دقیقه وقتش در مجلس فقط و فقط برای رفع مشکل آب بیرم استفاده می‌کند ولی شما متأسفانه در آن لحظه به تسویه حساب‌های انتخابی‌تان می‌پردازید» در ادامه فاطمی گفت که [در طی] نشست با مدیران سازمان آب و آبفا تشکیل شد … برایشان روشن شد که از ۲۰ سال گذشته تا کنون هیچ اقدام خاصی در ارتباط با حل این مشکل صورت نگرفته است. در نوروز ۱۴۰۰ موسوی طبق گزارش خبرگزاری برنا عنوان کرد که پی‌گیری‌های طولانی مدت در زمینه تأمین آب داشته و پروژه انتقال آب از سد سلمان فارسی با تصویب مجلس در بودجه ۱۴۰۰ قرار گرفت که اعتبار این طرح بالغ بر ۲۵ میلیارد است.

### برق
چند سال پس از انقلاب برق رسانی به چاه‌ورز انجام شد. در سال ۹۳ بخشدار چاه‌ورز الهیاری گفت که اعتباری نزدیک به ۵۰۰ میلیون تومان برای برق چاه‌ورز هزینه شده است. الهیاری کم‌بود ترانس‌های برق را از مشکلات جدی چاهورز برشمرد.
در ادامه الهیاری نبود اداره برق را از دیگر مشکلات مردم دانست که در سال ۹۷ ساختمان نمایندگی اداره برق چاهورز با زیربنای ۱۰۲ مترمربع و اعتباری بالغ بر سه میلیارد و ۴۱۰ میلیون ریال به بهره‌برداری رسید. روشنایی بلوارهای کمربندی چاهورز نیز انجام شد. آذر ۹۹ برای بهبود کیفیت برق و جلوگیری قطعی‌های احتمالی در بخش چاهورز و دیگر بخش‌های لامرد رستمی وعده داد تا دو ماه آینده بیش از ۷۰ کیلومتر از شبکه سیمی برق شهرستان تبدیل به کابل می‌شود.

### گاز
برای دسترسی این بخش به گاز، ۲۴ کیلومتر خط انتقال ۶ اینچ از خط چهارم سراسری و ۸۱ هزار و ۷۷۳ متر شبکه فلزی و پلی اتیلن با فشار ۶۰ پوند بر اینچ مربع یک ایستگاه تقلیل فشار گاز (cgs) با ظرفیت ۱۰ هزار متر مکعب بر ساعت و یک ایستگاه تقلیل فشار گاز (TBS) با ظرفیت ۵هزار متر مکعب بر ساعت فراهم شده است. اولین قسمتی که در بخش چاه‌ورز دارای گاز شد روستای شیرینو بود که به مناسبت دهه فجر اسفند ۹۸ گازرسانی به آن صورت گرفت. سال ۹۹ نیز گازرسانی به شهر چاهورز و ۱۰ روستای این بخش با اعتباری بالغ بر ۴۲ میلیارد تومان به بهره‌برداری رسید. البته علمک (انشعاب) هنوز نصب نشده بود تا اینکه در دی ۹۹ طبق گفته رئیس اداره گاز شهرستان لامرد عملیات نصب ۲ هزار فقره انشعاب در این بخش با اعتباری بالغ بر ۲۹ میلیارد ریال شروع شد.

## معضلات بخش

### کاهش جمعیت بر اثر مهاجرت
یکی از مشکلات اصلی این بخش مهاجرت ساکنان اصلی از این بخش به سایر نقاط دارای اقتصاد و امکانات بهتر است. دلیل این امر کم‌بود شغل، کم‌آبی و کم‌بود امکانات بهداشتی درمانی است. نبود حداقل یک شهرک صنعتی در این بخش زمینه‌ساز مهاجرت نیروی کار شده است و به دلیل کم‌بود جمعیت درخواست بیمارستان پیشرفته توسط مسئولان رد شده است. افزون بر این موارد کاهش جمعیت منجر به کاهش بودجه آموزش در این بخش به دلیل کم‌شدن تعداد دانش‌آموزان این بخش شده است.

### آلودگی محیط زیست
به دلیل فعالیت صنایع پارس جنوبی در نزدیکی بخش چاه‌ورز، آلوده شده است که درصدی نیز از عوارض آلاینده صنایع پارس جنوبی به این بخش اختصاص داده شده است.
شهردار لامرد از انتقال زباله‌های شهر لامرد به چاهورز سخن گفت که با واکنش بخشدار چاهورز مواجه شد. الهیاری بخشدار چاه‌ورز گفت: انتقال زباله‌های لامرد به چاه‌ورز امکان به خطر انداختن سلامت مردم چاه‌ورز را به همراه دارد. فرماندار لامرد گفت اقدامی را انجام نمی‌دهیم که برای چاه‌ورز از لحاظ محیط زیستی مشکل ایجاد شود.

### کرونا ویروس
به دلیل تردد زیاد اتباع چینی در لامرد شایعاتی مبنی بر ورود کرونا به این شهرستان وجود داشت که در ۱۹ اسفند ۱۳۹۸ رئیس بهداشت لامرد اعلام کرد که هیچ نوع بیمار کرونایی فعلاً در بخش چاه‌ورز و دیگر بخش‌های لامرد وجود ندارد. در ادامه به دلیل گسترش کرونا در ایران و طرح فاصله‌گذاری اجتماعی و محدودیت بین شهر در چاهورز نیز به مدت یک ماه ورود و خروج آن کنترل شد. دومین شخص مبتلا به کرونا در لامرد جزء اهالی چاه‌ورز بود. خانواده فرد مبتلا نیز مدتی را در قرنطینه سپری کردند. خرداد ۹۹ در پی کاهش درآمد مردم درمیان قشر با درآمد متوسط بسته‌های معیشتی شامل غذا و ماسک پخش شد. آذر ۹۹، محقق چاه‌ورزی «سعید دلاوری» برای رفع مشکلات کم‌بود مواد ضدعفونی کننده با توجه به وفور خرما در این بخش اقدام به تولید الکل طبی ۹۶ درصد با خرما کرد. ۳ دی ۱۳۹۹ به دلیل فاصله چاهورز تا لامرد کیت تشخیص کرونا به درمانگاه چاه‌ورز اختصاص یافت و هزینه آن نیز رایگان اعلام گردید.

### جرم و جنایت
به گزارش انجمن حقوق بشر در جریان یک دعوای خونین و سابقه‌دار طائفه‌ای در بخش چاهورز که طی سالیان به کشته شدن بیش از ۲۰ نفر منجر شد. در گذشته در بخش چاه‌ورز به رسم خون‌بس دختری از طائفه‌ای درگیر به ازدواج با مردی از طایفهٔ طرف دعوا مجبور به ازدواج می‌شد. فردی از اهالی چاه‌ورز در ۱۲ ژوئیه ۲۰۱۲ اعدام شد که وزیر وقت امور خارجه بریتانیا ویلیام هیگ این امر را نقض حقوق بشر عنوان کرد.
در عید سعید فطر ۱۳۸۷ شهرام (فتحعلی) قائدی رئیس شورای چاه‌ورز و مدیر دبستان به ضرب چهار گلوله با اسلحه کلاشینکف کشته شد قاتل وی دو سال بعد یعنی آبان ۱۳۸۹ پس از درگیری مسلحانه با پلیس کشته شد.
در اردیبهشت ۱۴۰۱ سارقانی مسلح در شیخ‌عامر همراه با خشونت اقدام به سرقت از یک پیرمرد کردند که منجر به برآشفتن خشم اهالی این دهستان بخش چاهورز شد و در پی آن جلوی فرمانداری لامرد با در دست داشتن بنر امنیت حق ماست دست به اعتراض زدند.

## سیاست
در ۱۱ دی ۹۷ شورای حل اختلاف چاه‌ورز افتتاح شد. مشارکت مردم چاهورز در انتخابات مجلس دوازدهم به دلیل حضور مردم از شهرهای اطراف به ۱۰۲ درصد رسید.

### بخشدارها
بخشدار عالی‌ترین مقام دولتی در چاه‌ورز شناخته می‌شود. اشخاص زیر طی حکم استاندار وقت فارس منصوب گردیده‌اند و ترتیب آنان؛
- بهرام الهیاری[۱۱۳] (تاریخ انتصاب شهریور ۱۳۹۲)
- عبدالرضا ابراهیمی
- عبدالرضا حق‌شناس: مراسم تودیع و معارفه وی ۶ اردیبهشت ۱۳۹۸ در حسینیه شهید رفیعی چاهورز برگزار شد. پیش از این او ریاست میراث فرهنگی شهرستان لامرد بوده است.
- سید علی اصغر احمدی زاده

### شهردارها
- «عبدالحمید میر» سال ۹۷ به‌عنوان شهردار چاه‌ورز معارفه شد. میر متولد روستای چاه کور بخش علامرودشت دارای مدرک کارشناسی معماری از دانشگاه آزاد لامرد و دانشجوی کارشناسی ارشد طراحی شهری از دانشگاه آزاد لارستان می‌باشد که بیش از ۱۱ سال در شهرداری لامرد مشغول به فعالیت بوده است.[۱۱۴]
- «مقداد سلمانپور» شهردار کنونی چاهورز از شهر علامرودشت است.

### شوراهای شهر
دوره ششم: الیاس عارف نیا، جعفر آهنین جان، احمد راستگو، ابراهیم مهدوی نیا و حسین غلامی

## فرهنگ

### پوشش سنتی

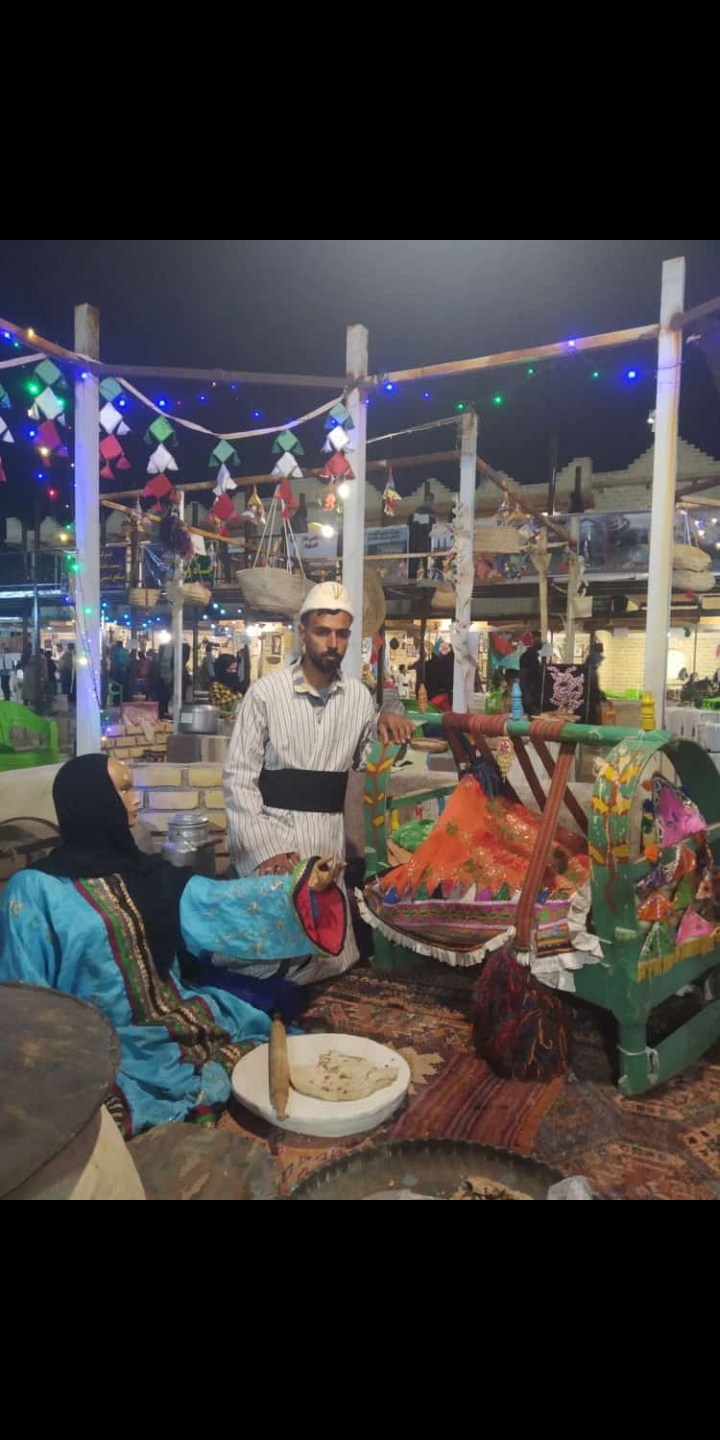
مردی از اهالی چاهورز در لباس سنتی همراه با عروسک بانوی چاهورزی در لباس سنتی

لباس سنتی زنان این منطقه بسیار رنگارنگ است و از پارچه‌های اطلس تهیه می‌شود. حاشیه این لباس با نوارهای نقره و گلابتن تزئین می‌گردد. لباس عروس‌های این منطقه در قدیم با سکه‌های قدیمی و انواع زیورها تزئین می‌شده و دامن بسیار بزرگ بود به‌طوری که برای دوخت آن از چندین متر پارچه استفاده می‌کردند و دور تا دور آن پنبه‌دوزی می‌شده است. آرزو ضرغام، مدرس و کارشناس حوزه مد و لباس در این باره به خبرنگار مهر می‌گوید: «ما در این نمونه پارچه که با نوارهای نقره در دامن‌های پرچین استفاده می‌شود در پارچه‌ها، لباس‌ها و مد اسپانیا هم می‌بینیم که دقیقاً به همین شکل و شمایل هستند، در حالی‌که آن‌ها بیشتر دیده شدند و به نوعی جهانی شده است و مردم آن را بیشتر و بهتر می‌شناسند، حتی این لباس به مد اسپانیایی هم معروف است…» ضرغام خواستار توجه بیشتر به این نوع لباس‌ها شد.

### بازی‌های محلی

#### گود و پشکل (کل پشکلو)
گود و پشکل به عامیانه چاه‌ورزی کُل پِشکلو (kolpeshkeloo) طی آن دو نفر با هم رقابت می‌کنند. ۱۰ سوراخ (گود) در زمین نیاز داریم که آنها را به صورت دو ردیف پنج تایی در زمین ایجاد می‌شود. در هر سوراخ ۴ عدد پِشکل (سرگین یا پِهِن) بز قرار می‌گیرد. ردیف اول سوراخ‌ها متعلق به یک بازیکن و ردیف دوم آنها متعلق به بازیکن دیگر است. در ادامه هر یک از بازیکنان در مقابل یک ردیف از سوراخ‌ها می‌نشیند. نفر اول در اولین حرکت خود پشکل‌های موجود در اولین خانه سمت راست خود را درآورده و از همان طرف پشکل‌ها را یکی یکی داخل خانه‌های حریف خود می‌اندازد. این کار را تا زمانی ادامه می‌دهد که پشکل‌های موجود در دستش تمام می‌شود و به یک خانه دیگر برسد و دوباره این کار را تکرار کند ولی اگر وقتی که پشکل‌های موجود در دستش تمام شود و به یک خانه پوچ یا خالی رسید معنایش این است که نوبت او تمام شده و نوبت طرف مقابل است در این صورت حریف او نیز همانند او همین کار را انجام می‌دهد. این بازی تا زمانی ادامه دارد که تمام خانه‌های یکی از دو بازیکنان خالی شود و در این صورت آن شخص سوخته یا باخته است و طرف مقابلش برنده بازی است.

### چهارشنبه سوری و عید نوروز
در چاهورز چهارشنبه سوری به صورت روشن کردن آتش همانند دیگر مناطق برگزار می‌شود اما روش جدیدی نیز رایج است که در آن موتور سواران در اطراف فلکه شهدا و فلکه هفت‌سین به حرکات نمایشی می‌پردازند.

## آموزش
بنابر گفته شاعر چاهورز مختار حقیقت در اواسط شاهنشاهی پهلوی برای تحصیل می‌بایست تا ۱۲ کیلومتر دورتر در بیرم تحصیل کرد که با در نظر گرفتن نبود ماشین می‌بایست این مسیر پیاده طی شود که مشکلات خاصی در پی داشت. چاهورزیان در زمان پهلوی علاوه بر مدرسه به مکتبخانه نیز جهت سوادآموزی می‌رفتند. در ادامه در دوران پهلوی مدرسه‌ای تأسیس شد ولی در ابتدا مردم از تحصیل دختران امتناع کردند ولی کم‌کم‌تعدادی از دختران نیز به تحصیل پرداختند. اما پس از انقلاب مردم دختران خود را نیز به مدرسه فرستادند و زنان دخترانی که پیش از این به مدرسه نرفته بودند تحت تعلیم نهضت سواد آموزی قرار گرفتند.

### مدرسه‌ها
شهر و تمامی روستاهای بخش چاه‌ورز دارای مدرسه ابتدایی هستند. شهر چاهورز نیز دارای مدرسه راهنمایی دخترانه و مدرسه راهنمایی پسرانه و دبیرستان پسرانه و دیگر دبیرستان برای دختران است. در دبیرستان پسرانه چاه‌ورز رشته علوم انسانی و تجربی همانند دبیرستان دخترانه این شهر تدریس می‌شود.
امروزه چاه‌ورز آمار بیشترین دانشجو و تحصیلکرده را در بین شهرها و روستاهای همجوار را دارد و غالباً در امورات اداری و فرهنگی فعالند.

### کتابخانه‌ها
در سال ۱۳۷۶ توسط نماینده وقت شهرستان کتابخانه فرهیختگان چاهورز افتتاح شد. این کتابخانه زیر نظر نهاد کتابخانه‌های عمومی کشور و تاکنون دارای ۳۶۰ عضو فعال است. این کتابخانه ۱۱۵۵۱ نسخه کتاب از منابع گوناگون ادبی، تاریخی، علمی، مذهبی، کمک درسی، هنر، کودک و نوجوان در خود جای داده است. همچنین دارای بخش مرجع و نشریات و یک سالن مطالعه با زیربنای ۳۳ متر مربع و بخش مجزای کودک می‌باشد. در اردیبهشت ۱۴۰۰ در طی نخستین نشست انجمن کتابخانه‌های چاهورز پرداخت سریع نیم درصد از درآمد شهرداری به کتابخانه و احداث ساختمان‌های جدید مورد بحث قرار داده شد.
در ۶ شهریور ۱۳۹۵، کتابخانه عمومی شهید محمد علی‌پور در روستای دهنو بخش چاهورز شهرستان لامرد با مساحت ۳۵۰ متر و زیربنای ۲۳۰ مترمربع، با اعتبار دو میلیارد ریال افتتاح شد. با راه‌اندازی این کتابخانه، تعداد کتابخانه‌های عمومی شهرستان لامرد به ۱۶ باب رسید و تعداد کتابخانه‌های لامرد در طول سه سال خبر سه برابر شده است.

## ورزش

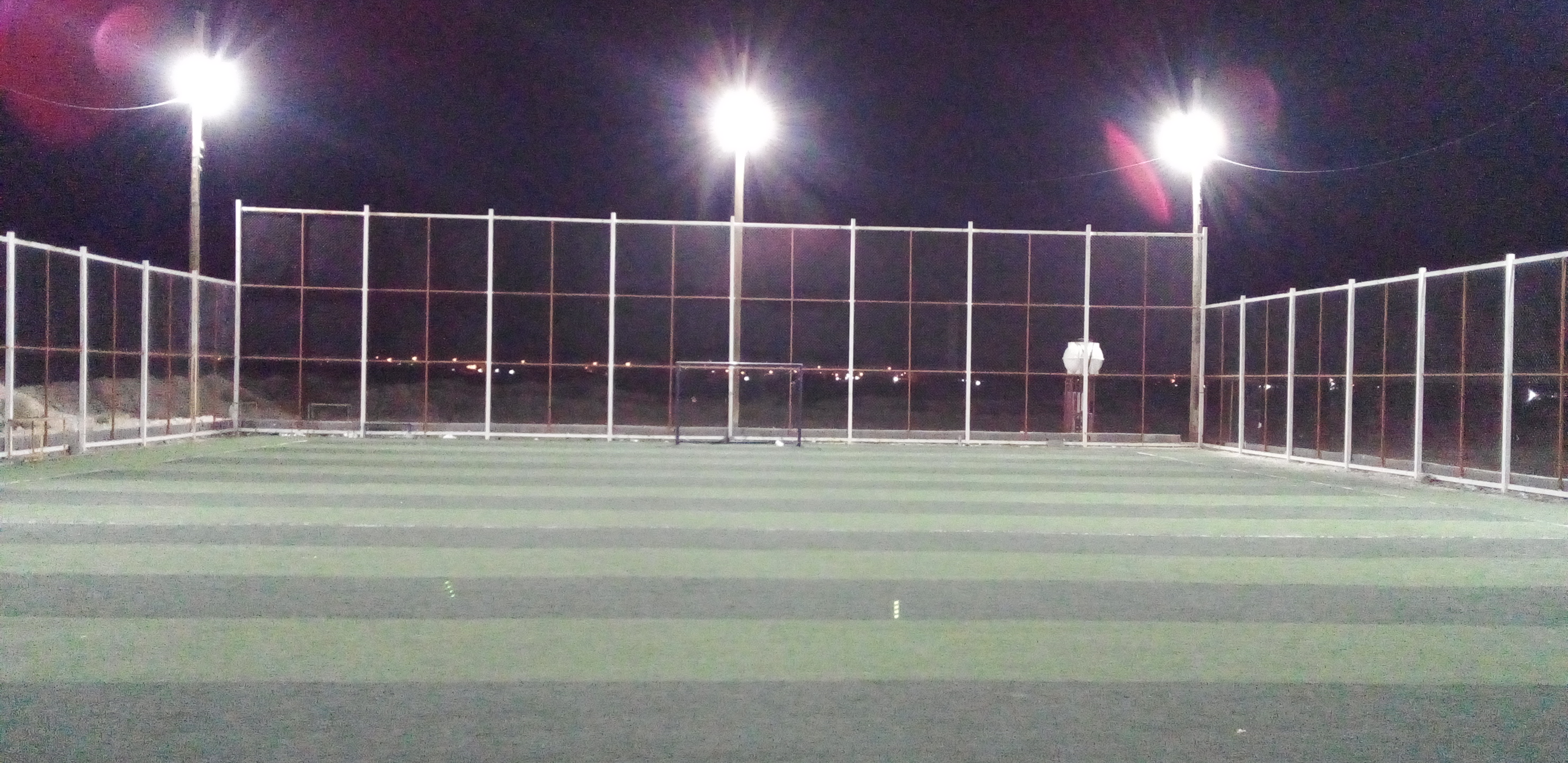
زمین چمن مصنوعی مینی‌فوتبال چاه‌ورز

### اماکن ورزشی
در سال ۹۶ رئیس اداره ورزش و جوانان لامرد از کلنگ‌زنی زمین چمن مصنوعی مینی‌فوتبال در چاهورز خبر داد که اعتبارات احداث آن به همت نماینده مردم شهرستان لامرد و مهر در مجلس از وزارت ورزش و جوانان تأمین می‌شود.

### فوتبال
این بخش دارای تیم فوتبال «منتخب بخش چاهورز» است. سال ۹۶ مهدی طارمی در بازی دوستانه تیم منتخب بخش چاهورز و تیم پیام شهرداری لامرد در ترکیب تیم منتخب چاه‌ورز قرار گرفت. در سال ۱۳۹۲ مسابقات فوتبال با حضور هشت تیم از بخش‌های بیرم اشکنان و… در اشکنان برپا شد که طبق گزارش خبرگزاری برنا، تیم بخش چاه‌ورز با پیروزی دو برر یک مقابل فجر شهید احمدی اشکنان قهرمان شد.

## نگارخانه چاه‌ورز

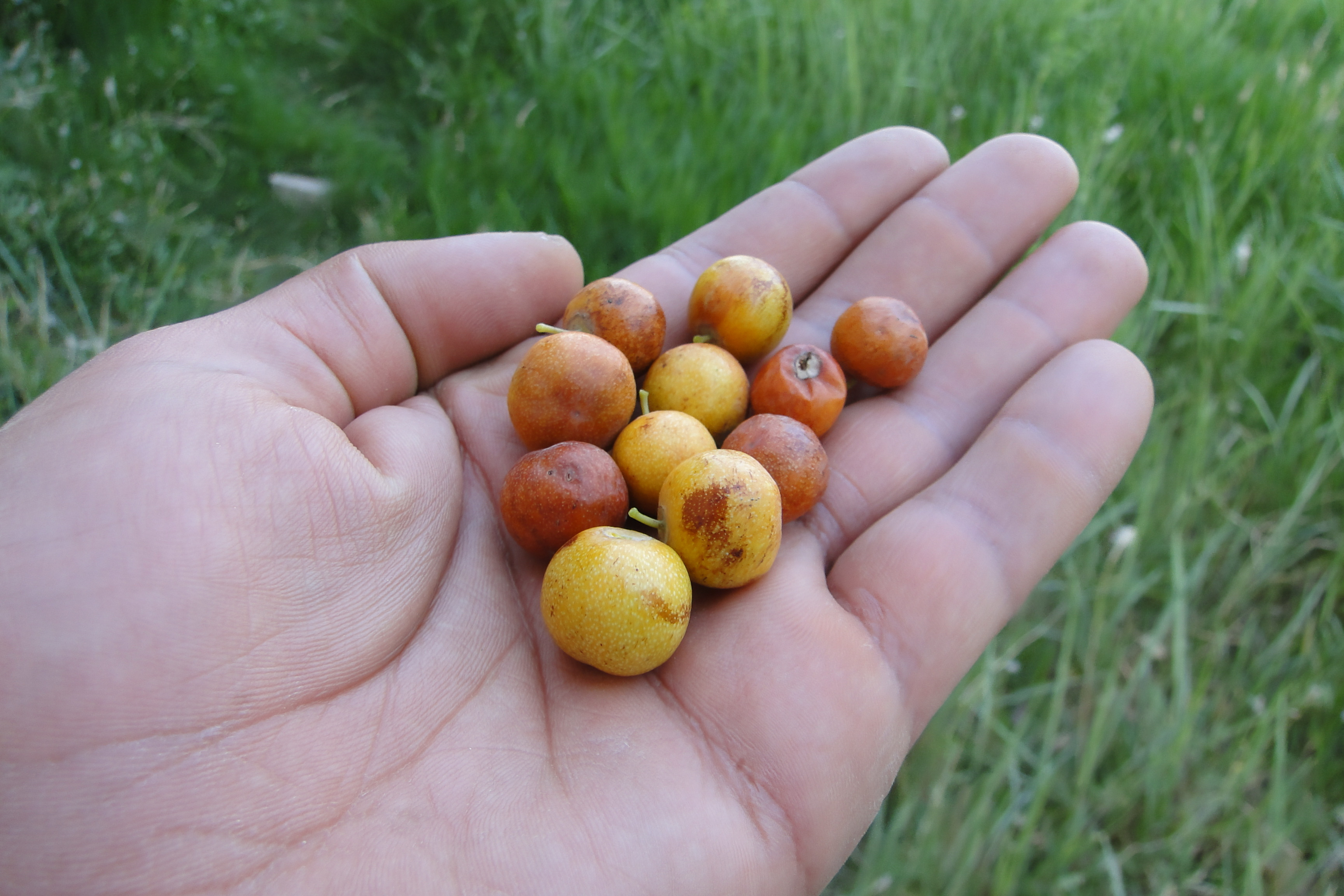
کنار.
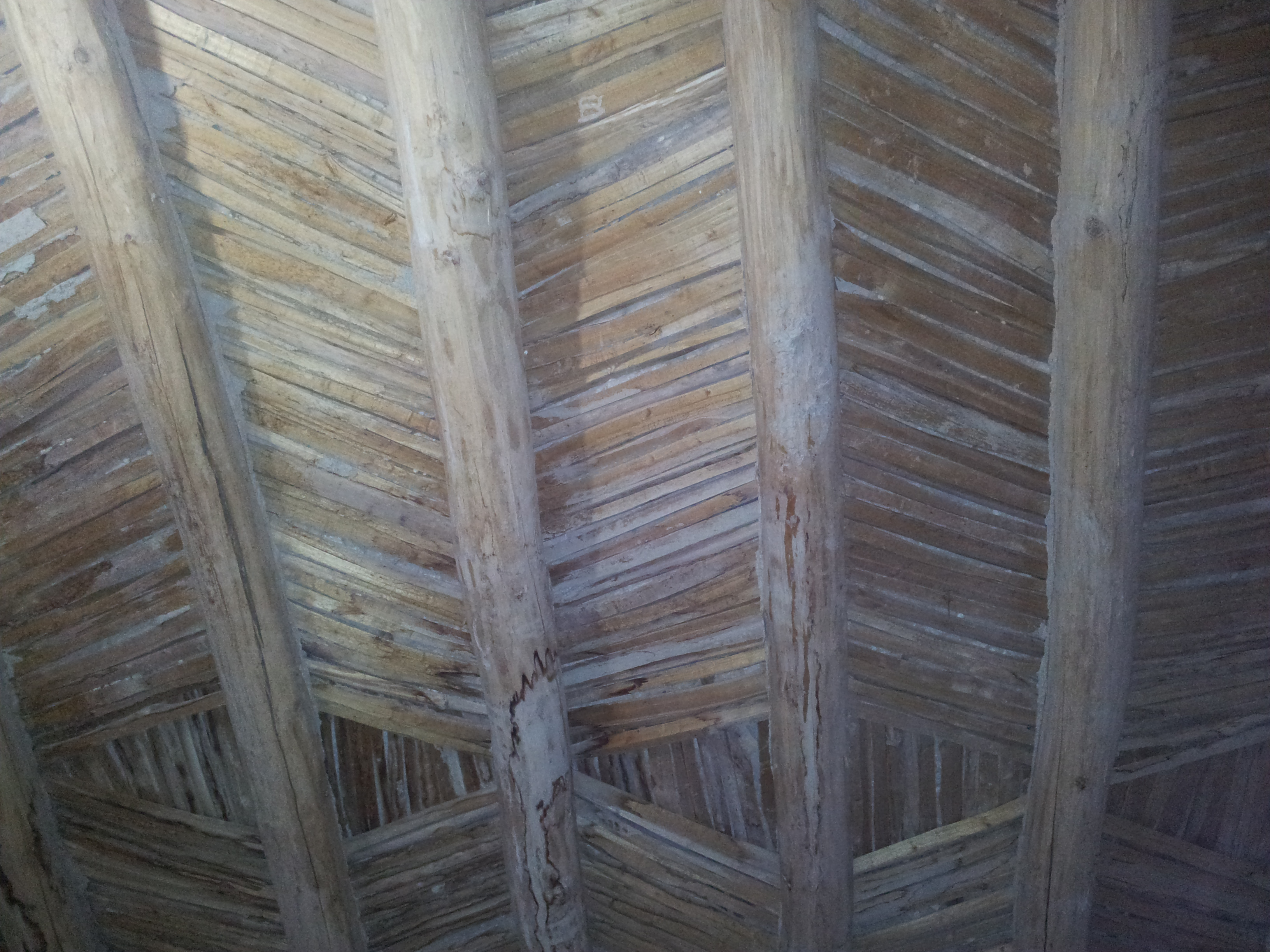
تصویری از یک سقف با بافتی قدیمی در چاه‌ورز